# Чулніца (Яломіца)
Чулніца (рум. Ciulnița) — село у повіті Яломіца в Румунії. Входить до складу комуни Чулніца.
Село розташоване на відстані 99 км на схід від Бухареста, 3 км на південний захід від Слобозії, 110 км на захід від Констанци, 112 км на південний захід від Галаца.

## Населення
За даними перепису населення 2002 року у селі проживали 1036 осіб, з них 1031 особа (99,5%) румунів. Рідною мовою 1035 осіб (99,9%) назвали румунську.